# Az ördög Pradát visel (film)
Az ördög Pradát visel (eredeti cím: The Devil Wears Prada) 2006-ban bemutatott amerikai filmvígjáték-dráma David Frankel rendezésében. A film Lauren Weisberger 2003-as azonos című regényének filmadaptációja. 
A főszereplő Andrea Sachs, (Anne Hathaway) frissdiplomás fiatal nő, aki egy tekintélyes és befolyásos divatmagazinnál kap állást, mint a mindenható főszerkesztő, Miranda Priestly (Meryl Streep) második asszisztense. A további szerepekben Emily Bluntot, mint Priestly első asszisztensét, Adrian Greniert, mint Sachs barátját és Stanley Tuccit, mint Priestly munkatársát láthatjuk.
Premierje New Yorkban volt 2006. június 19-én, az észak-amerikai mozikba június 30-án került. Mind Hathaway, mind Streep karrierjének legnagyobb bevételét hozó filmjévé lépett elő. A magyarországi bemutatóra 2006. október 5-én került sor.

## Cselekmény
A frissen diplomázott Andrea Sachs annak reményében, hogy megalapozza karrierjét a The New Yorkerhez vagy a Vanity Fairhez, munkára jelentkezik egy legendás divatmagazinnál: sokak meglepetésére a divatvilágot uraló Miranda Priestly, a Runway (=kifutó) főszerkesztőjének személyes asszisztense lesz. Teljesíti a hatalmával állandóan visszaélő főnöke minden különös szeszélyét és megalázó utasítását, mivel azt mondják neki, ha egy évig kitartó lesz, megnyílik előtte az út más munkákhoz, akár az újságírói álláshoz is, amire igazából áhítozik.
Andrea fokozatosan szokik hozzá munkájához és annak számos velejárójához, s maga is a divat értőjévé válik. Megismerkedik a sármos, fiatal íróval, Christiannel is, aki örök háláját vívja ki az egyik leglehetetlenebbnek tűnő feladata elvégzéséhez nyújtott segítségével. Azonban barátai, közülük is legfőképpen szerelme, Nate úgy érzi, Andy elhanyagolja őket. Végül a lány ráébred, hogy választania kell köztük és munkája között, mely miatt egyre inkább olyan nővé válik, mint a főnöke.

## Szereplők
| Szereplő            | Színész        | Magyar hang         |
| ------------------- | -------------- | ------------------- |
| Miranda Priestly    | Meryl Streep   | Borbás Gabi         |
| Andrea "Andy" Sachs | Anne Hathaway  | Nagy-Németh Borbála |
| Nigel               | Stanley Tucci  | Háda János          |
| Emily Charlton      | Emily Blunt    | Hámori Eszter       |
| Nate                | Adrian Grenier | Dányi Krisztián     |
| Christian Thompson  | Simon Baker    | Szatmári Attila     |

## A film készítése
A kezdeti forgatási munkálatok New Yorkban és Párizsban történtek 2005 októbere és decembere között.
Anna Wintour, a Vogue befolyásos szerkesztője, akiről vélekedések szerint az eredeti regény írója Streep karakterét mintázta (Weisberger egykor dolgozott asszisztenseként), értesülések szerint figyelmeztette a nagyobb divattervezőket, akiket egy-egy jelenet erejéig meghívtak a film forgatására, hogy ne számítsanak a továbbiakban a magazinban való szereplésre, ha igent mondanak a felkérésre. Wintour szóvivői tagadják ezen állításokat; ugyanakkor megjegyzendő, hogy a Vogue és más neves női- és divatmagazinok óvakodtak csupán a film említésétől is oldalaikon. Mindezek után csak Valentino vállalta a szereplést, aki maga tervezett egy fekete köntöst Streepnek.
A dizájnerek nagyon készségesek voltak a film jelmeztervezőjével, Patricia Fielddel (aki a Szex és New York-ban végzett munkájáról is ismert) szemben, s ellátták a szereplőket ruhákkal. Field százezer dolláros költségvetése mellett a film jelmezeihez mindvégig támogatást nyert a divatszakmában dolgozó barátainak köszönhetően. A Chanel vállalta Hathaway öltöztetését, a Dolce & Gabbana és a Calvin Klein szintén segítette Fieldet. Mindamellett, hogy Field próbálta elkerülni, hogy Streep úgy nézzen ki, mint Wintour, a Prada nagylelkű segítségével öltöztette őt. (Field saját becslései alapján a Streep lábára került cipők 40%-a Prada). Fields elmondta, a forgatás alatt el akarta kerülni, hogy a divattrendek uralkodóvá váljanak, hogy ezzel is minél időtlenebb betekintést nyújtson a film Donna Karan archívumába és Michael Vollbracht Bill Blass-darabjaiba. A Los Angeles Times divatszakértője, Booth Moore azonban bírálattal illette Fieldet, hogy egy "remek divatfantasyt alkotott, aminek kevés köze van a valósághoz", egy világot, ami azt tükrözi, mit gondolnak a kívülállók a divatról, s nem azt, ami a szakma valójában.
David Frankel rendező és Wendy Finerman producer eredetileg úgy olvasta Az ördög Pradát viselt, mint könyvvázlatot, ami nem volt több száz oldalnál. Kiküldték egy ügynöknek, aki kevesebb, mint egy perc alatt értékesítette is. Ez a kezdetleges verzió arról szólt, ami a film alaptörténete lett: egy fiatal nő munkát keres New York City utcáin, s egy divatmagazin szerkesztőjének alkalmazottjaként köt ki.
Theodore Shapiro erőteljesen támaszkodott a gitárra és az ütősökre, teljes zenekaros háttértámogatással, hogy egy városi hangot szólaltasson meg. Munkáját olyan formációk dalaival egyensúlyozták, mint a U2 („City of Blinding Lights” – Miranda és Andrea Párizsban), Madonna („Vogue” – Andrea divatmontázsa), KT Tunstall („Suddenly I See” – főcím), Alanis Morissette („Crazy” – Central Park-i fotózás), a Jamiroquai („Seven Days In Sunny June” – Andrea és Christian találkozása James Holt partiján) és mások.

## Fogadtatás
A kritikák egyhangúlag lelkesedtek Streep alakításáért, dicsérve őt, hogy egy különösen antipatikus karaktert sokkalta komplexebbé varázsolt, mint ahogyan a regényben szerepel. „Szürkés hajával és sápadt arcával, suttogó előadásmódjával, ami oly tökéletes, akár testtartása, Ms. Streep Mirandája egyaránt sugall fenyegetést és kimért félelmet,” írja A.O. Scott a The New York Timesban. „Többé nem egyszerűen a gonosz megtestesülése, mostantól az arisztokrata, céltudatos és meglepően emberi kellem megszemélyesítője.” Kyle Smith egyetértését fejezi ki a New York Postban: „Streep bölcsen nem választja Anna Wintour, a Vogue szerkesztőnőjének imitálását, a könyv inspirációját, hanem megalkotja saját, meglepően hihető karakterét.” „Wintournak hízelgésnek kellene vennie Streep szerepformálását,” folytatja a sort Jack Mathews a Daily Newstól.
David Eldelstein a New York magazinban soványnak nevezte a filmet, de tetszett neki Streep, akárcsak „csodálatos, minimalista játéka.” J. Hoberman, Edelstein egykori kollégája a The Village Voice-tól a filmet előrelépésként értékelte a könyvhöz hasonlítva, és azt mondta, Streep „a legrémisztőbb, legárnyaltabb, legviccesebb filmes gonosztevő Tilda Swinton nácizált Fehér Boszorkánya óta.”
Roger Ebert, a Chicago Sun-Times és egyben a filmszakma legnevesebb kritikusa nemtetszésének adott hangot, míg kollégája a lapnál, Richard Roeper ellenkező véleményen van.
Az ördög Pradát visel rendkívüli sikernek örvendett a mozikban, több mint 124 millió dollárt keresett csak hazájában. Mindemellett, nem kis meglepetésre, a világ többi országában – különösen Európában – is lelkes fogadtatásra talált, további kétszázmillió dollárt hozva a készítőknek. A siker alól nem kivétel Magyarország sem, ahol a film két hétig vezette az országos toplistát, s több mint százezer néző váltott rá jegyet.

## Eltérések a könyv és a film között
- Nate neve a könyvben Alex, és általános iskolás gyerekeket tanít Bronxban. Ő és Andrea a könyvben nem élnek együtt.
- Christian és Andrea nem alszanak együtt a regényben, és barátságuk megmarad.
- A regényben Nigel nagyon magas, brit és fekete bőrű.
- Nigelnek és Christiannak nem kínáltak új állást a regényben.
- Miranda férje nem hagyja el Mirandát a regényben. Stabil és boldog házasságban élnek.

## Díjak és jelentősebb jelölések
- Oscar-díj
  - jelölés: legjobb színésznő (Meryl Streep)
  - jelölés: legjobb jelmez
- Golden Globe-díj
  - díj: legjobb színésznő – musical/vígjáték (Meryl Streep)
  - jelölés: legjobb film – musical/vígjáték
  - jelölés: legjobb mellékszereplő színésznő – musical/vígjáték (Emily Blunt)
- BAFTA-díj
  - jelölés: legjobb színésznő (Meryl Streep)
  - jelölés: legjobb mellékszereplő színésznő (Emily Blunt)
  - jelölés: legjobb adaptált forgatókönyv
  - jelölés: legjobb jelmez
  - jelölés: legjobb smink
- Filmkritikusok Országos Társasága, USA
  - díj: legjobb mellékszereplő színésznő (Meryl Streep)
- Londoni Filmkritikusok Köre
  - díj: az év színésznője (Meryl Streep)
  - díj: az év brit mellékszereplő színésznője (Emily Blunt)
- Satellite Awards
  - díj: legjobb színésznő – musical/vígjáték (Meryl Streep)
  - díj: legjobb jelmez